# یواس‌ان‌اس فیشر (تی-ای‌کی‌آر-۳۰۱)
یواس‌ان‌اس فیشر (تی-ای‌کی‌آر-۳۰۱) (به انگلیسی: USNS Fisher (T-AKR-301)) یک کشتی است که طول آن ۹۵۱ فوت ۵ اینچ (۲۹۰٫۰ متر) می‌باشد. این کشتی در سال ۱۹۹۷ ساخته شد.